# Forces armées dominicaines
Les forces armées dominicaines (en espagnol : Fuerzas Armadas de la República Dominicana) consistent en 44 500 personnels actifs et en une armée de terre, une armée de l'air (Force aérienne dominicaine) et une marine (Marine de guerre dominicaine). Leur rôle est de défendre la nation et son intégrité territoriale. Le commandant en chef en est le président Luis Abinader depuis 2020. Elles participent principalement à des opérations de contrôle de trafic de contrebande et de l'immigration illégale vers les États-Unis. L'armée de terre est la plus importante branche, comprenant 24 000 soldats actifs et se composant de six brigades d'infanterie, d'une brigade de soutien au combat, d'un escadron aérien et d'une brigade logistique. La force aérienne, constituée de 40 aéronefs dispose de deux bases : une près de Saint-Domingue dans le sud du pays et l'autre au nord du pays. La marine est quant à elle constituée de 33 navires.
La République dominicaine est le deuxième État quant aux effectifs militaires des Caraïbes, après Cuba. Le pays est principalement équipé par les Américains.